# Liste der Mitglieder der American Academy of Arts and Sciences/2006
Im Jahr 2006 wählte die American Academy of Arts and Sciences 192 Personen in fünf Kategorien zu ihren Mitgliedern.
Unter den 192 Mitgliedern (fellows) sind 20 „foreign honorary members“, die keine Staatsbürger der Vereinigten Staaten oder dort tätig sind; diese sind farblich hervorgehoben.

## Neugewählte Mitglieder

### Mathematische und physikalische Wissenschaften
- Linda M. Abriola (* 1954)
- Leonard Adleman (* 1946)
- Charles R. Alcock (* 1951)
- David Awschalom (* 1956)
- Subir Banerjee (* 1938)
- Erich Bloch (1925–2016)
- Dale L. Boger (* 1953)
- Robert A. Buhrman (* 1945)
- Jeff Cheeger (* 1943)
- Chien Shu (* 1931)
- Susan Coppersmith (* 1957)
- Savas Dimopoulos (* 1952)
- David Eisenbud (* 1947)
- Barbara J. Finlayson-Pitts (* 1948)
- Stuart J. Freedman (1943–2012)
- Martin Golubitsky (* 1945)
- Michael Frank Goodchild (* 1944)
- David Haussler (* 1953)
- James W. Head (* 1941)
- Robert Hellwarth (1930–2021)
- Robert Lazarsfeld (* 1953)
- Robert Lin (1942–2012)
- Donald A. B. Lindberg (1933–2019)
- J. Andrew McCammon (* 1947)
- Margaret Murnane (* 1959)
- Charles M. Newman (* 1946)
- A. Richard Newton (1951–2007)
- Abraham Nitzan (* 1944)
- Guust Nolet (* 1945)
- Nai Phuan Ong (* 1948)
- David A. Patterson (* 1947)
- Geraldine L. Richmond (* 1953)
- Robert David Sack (* 1944)
- Anneila Sargent (* 1943)
- Stephen Shenker (* 1953)
- James L. Skinner (* 1953)
- Amos Smith (1944–2025)
- Timothy Swager (* 1961)
- Charles P. Thacker (1943–2017)
- Craig Tracy (* 1945)
- Pravin Varaiya (1946–2022)
- Harold Widom (1932–2021)

### Biologische Wissenschaften
- Laurence F. Abbott (* 1950)
- Randolph Blake (* 1945)
- Jeffrey Bluestone (* 1953)
- Michael Botchan (1945–2009)
- Maurizio Brunori (* 1937)
- Kevin P. Campbell (* 1952)
- Stephen R. Carpenter (* 1952)
- Don Cleveland (* 1950)
- Phyllis D. Coley (* 1952)
- Denis Duboule (* 1955)
- Solomon Walter Englander (* 1930)
- Joachim Frank (* 1940)
- Margaret T. Fuller (* 1953)
- Takashi Gojobori (* 1951)
- Michael Ellis Goldberg (* 1941)
- William T. Greenough (1944–2013)
- Bryan Grenfell (* 1954)
- Mark Groudine (* 1948)
- Ilkka Hanski (1953–2016)
- R. Scott Hawley (* 1953)
- Helen Hobbs (* 1952)
- Yoh Iwasa (* 1952)
- Kenneth Kaushansky (* 1953)
- Mark T. Keating (* 1954)
- Joseph LeDoux (* 1949)
- Henry A. Lester (* 1945)
- Robert W. Mahley (* 1941)
- James L. Manley (* 1949)
- Lynne E. Maquat (* 1952)
- Susan McConnell (* 1958)
- Nancy Moran (* 1954)
- Peter J. Novick (* 1954)
- Paul Nurse (* 1949)
- George F. Oster (1940–2018)
- Robert E. Page (* 1949)
- Cecile M. Pickart (1954–2006)
- Eugenia del Pino (* 1945)
- Will Provine (1940–2015)
- Edward D. Salmon (* 1944)
- Barbara A. Schaal (* 1947)
- Gordon M. Shepherd (1933–2022)
- Nahum Sonenberg (* 1946)
- George F. Vande Woude (1935–2021)

### Sozialwissenschaften
- Floyd Abrams (* 1936)
- Daron Acemoğlu (* 1967)
- Alberto Alesina (1957–2020)
- Joshua Angrist (* 1960)
- Donald Andrews (* 1955)
- Richard N. Aslin (* 1949)
- Ian Ayres (* 1959)
- Robert Badinter (1928–2024)
- Nathaniel Beck (* 1947)
- Lawrence D. Bobo (* 1958)
- Peter A. Brooke (1929–2020)
- Marshall N. Carter (* 1940)
- Kenneth Chenault (* 1951)
- Judith Chevalier (* 1968)
- John M. Connors (* 1942)
- Michael C. Dawson (* 1951)
- Lee Epstein (* 1958)
- Richard H. Fallon (* 1952)
- Joseph H. Flom (1923–2011)
- Peter Haggett (1933–2025)
- Bill Hambrecht (* 1935)
- Pierre Hassner (1933–2018)
- Reid Hastie (* 1947)
- E. Tory Higgins (* 1946)
- Judith Irvine (* 1945)
- Fred Kavli (1927–2013)
- Rachel Keen (* 1937)
- Gershon Kekst (1934–2017)
- Jerome Kohlberg, Jr. (1925–2015)
- Larry Kramer (* 1958)
- David A. Lake (* 1956)
- Lawrence Lessig (* 1961)
- Steven E. Miller (* 1952)
- Nora Newcombe (* 1951)
- Stephen Nickell (* 1944)
- Víctor Pérez-Díaz (* 1938)
- Keith T. Poole (* 1947)
- Andrew Postlewaite (* 1943)
- John Roberts (* 1955)
- John Roemer (* 1945)
- David Romer (* 1958)
- Charles S. Spencer (* 1950)
- Charles Stanish (* 1956)
- James Stock (* 1955)
- Mary C. Waters (* 1957)
- Leslie Wexner (* 1937)

### Geisteswissenschaften und Kunst
- Peter Ackroyd (* 1949)
- Alan Alda (* 1936)
- Dudley Andrew (* 1945)
- Harry Berger (1924–2021)
- Charles Bernstein (* 1950)
- Christopher Browning (* 1944)
- Keith Christiansen (* 1950)
- William Cronon (* 1954)
- Rita Dove (* 1952)
- Kit Fine (* 1946)
- William A. Graham (* 1943)
- Jack P. Greene (* 1931)
- Anil Kumar Gupta (* 1949)
- Tulio Halperín Donghi (* 1926)
- Don Harrán (1936–2016)
- Darlene Clark Hine (* 1947)
- James Oliver Horton (1943–2017)
- Kenneth T. Jackson (* 1939)
- Richard Janko (* 1955)
- Ha Jin (* 1956)
- Richard Kieckhefer (* 1946)
- David R. Knechtges (* 1942)
- Richard Kraut (* 1944)
- Dominick LaCapra (* 1939)
- Phillip Lopate (* 1943)
- Henri Loyrette (* 1952)
- Meredith Monk (* 1942)
- Franco Moretti (* 1950)
- Michael Murrin (1938–2021)
- Kenneth Pomeranz (* 1958)
- Anne Poulet (* 1941)
- Bridget Riley (* 1931)
- Martin Scorsese (* 1942)
- Lore Segal (1928–2024)
- Peter Sellars (* 1957)
- David Steinmetz (1936–2015)
- Steven Stucky (1949–2016)
- Michael Tilson Thomas (* 1944)
- William Trevor (* 1928)
- Paula Vogel (* 1951)
- Ellen Bryant Voigt (* 1943)
- Rosmarie Waldrop (* 1935)
- Hans-Ulrich Wehler (1931–2014)
- Nicholas Wolterstorff (* 1932)

### Public Affairs, Business und Administration
- John David Alexander (1932–2010)
- Dean Baquet (* 1956)
- Bill Clinton (* 1946)
- Matthew Goldstein (* 1941)
- Lee H. Hamilton (* 1931)
- Ben Heineman (* 1945)
- Gwen Ifill (1955–2016)
- Thomas Kean (* 1935)
- Arthur Elliott Levine (* 1948)
- Victor Navasky (1932–2023)
- Peter George Peterson (1926–2018)
- David Remnick (* 1958)
- Shih Choon Fong (* 1945)
- Joanne Simpson (1923–2010)
- Helen Bowdoin Spaulding (* 1928)
- Wilma Stein Tisch (* 1927)
- Seth P. Waxman (* 1951)